# Chris Sale
Christopher Allen Sale (Lakeland, 30 de março de 1989) é um jogador americano de beisebol que atua como arremessador pelo Atlanta Braves. Sale estreou na Major League Baseball em 2010, pelo Chicago White Sox, onde atuou por sete temporadas. Em dezembro de 2016, foi trocado para o Boston Red Sox, onde venceu a World Series de 2018. Após sofrer com lesões, foi negociado em 2024 com o Atlanta Braves, onde recuperou a boa fase e conquistou pela primeira vez o Prêmio Cy Young como melhor arremessador da National League.